# Altötting
Altötting (Ötting au Moyen Âge) est une ville de Bavière (Allemagne) de 12 559 habitants, située dans le piémont des Alpes, dans l'arrondissement d'Altötting. Surnommée « le cœur de la Bavière et un des cœurs de l'Europe » par le pape Benoît XVI, la ville est un centre de pèlerinage marial depuis le XVe siècle.

## Géographie
Située à approximativement 95 km à l'est de Munich et 60 km au nord de Salzbourg, Altötting fait partie de la « ligue de villes » (Städtebund) Inn-Salzach.

### Géographie physique
La ville s'est construite sur les rives de la Mörnbach, petit affluent de l'Inn, sur une terrasse de sédiments apportés par l'ancien glacier de l'Inn. L'Inn proprement dit se trouve à trois kilomètres au nord de la ville et à deux kilomètres au sud, parallèlement à l'Inn, se dresse un remblai de moraine nommé les Kastler Höhen.
Depuis le 1er janvier 1972 et le rattachement de la commune de Raitenhart à celle d'Altötting, une portion d'environ 3 km de l'Inn traverse la commune.

### Transports
Altötting est desservie par une voie ferrée, se trouve à proximité d'autoroutes et comporte un petit aérodrome.
La voie ferrée qui traverse la ville relie Mülhdorf à Burghausen et fait partie du réseau ferroviaire du sud de la Bavière.
Les autoroutes à proximité sont l'A 94 (qui partage son tracé avec la B 92 Munich-Passau-Prague) et l'A 8 Munich-Salzbourg-Vienne, via la B 299.

## Histoire
Le sanctuaire de Notre-Dame d'Altötting, du IXe siècle, est un lieu de pèlerinage marial depuis le XVe siècle, l'un des plus anciens de Bavière. Une Vierge noire y est vénérée, amenée par des moines il y a fort longtemps. Cette vierge est conservée dans une chapelle dont la tour principale octogonale est dressée ici depuis plusieurs centaines d'années et a résisté à toutes les invasions. Altötting attire chaque année 700 000 visiteurs.

## Architecture sacrée
- Basilique Sainte-Anne d'Altötting
- Collégiale Saint-Philippe-et-Saint-Jacques (gothique), où se trouvent le tombeau du maréchal de Tilly et le fameux Goldenes Rössl.
- Couvent et église qui abrite la châsse de saint Conrad de Parzham (1818-1894).

## Musées
- Panorama de la Crucifixion du Christ

## Dans la culture populaire
Altötting fait partie des lieux visitables du jeu vidéo Gabriel Knight 2: The Beast Within qui se déroule en Bavière.